# 津秦高速铁路
津秦高速铁路是中华人民共和国一条连接天津市及河北省秦皇岛市的高速铁路客运专线，是中国《中长期铁路网规划》中“四纵四横”客运专线网的组成部分，线路与京哈铁路秦沈段共同连接京哈高速铁路及京沪高速铁路两大干线，是中国东北至华北、华东地区的主要通道。津秦高速铁路在秦皇岛站与京哈铁路连接，在唐山-滦河区间的老庄子线路所通过唐滦联络线与京唐城际铁路连接，在天津站与京津城际铁路连接，并可经天津地下直径线与京沪高速铁路、津保铁路连接。线路已于2013年12月1日开通运营。

## 工程概况
津秦高速铁路全长261.2公里，其中天津市境内69.1公里，河北省境内为192.1公里。全线设计时速为350公里，铺设无碴轨道239.79公里，全线桥隧比例为67.6%，规划运输能力为每年单向8000万人。全线共设8个车站，其中军粮城北站、滨海站（现名滨海西站）、滨海北站和滦河站为新建车站，其余均为改造既有车站，此外，卢龙南站为预留车站。津秦高速铁路在天津市界内共设有两座220千伏牵引站，一座是位于东丽区的新兴村牵引站，一座是位于汉沽茶淀镇的留庄牵引站。津秦高速铁路于2008年11月8日动工，原计划于2012年11月建成，后延期至2013年下半年建成并于同年12月1日通车。

## 建设历程

津秦高速铁路起始站——天津西站

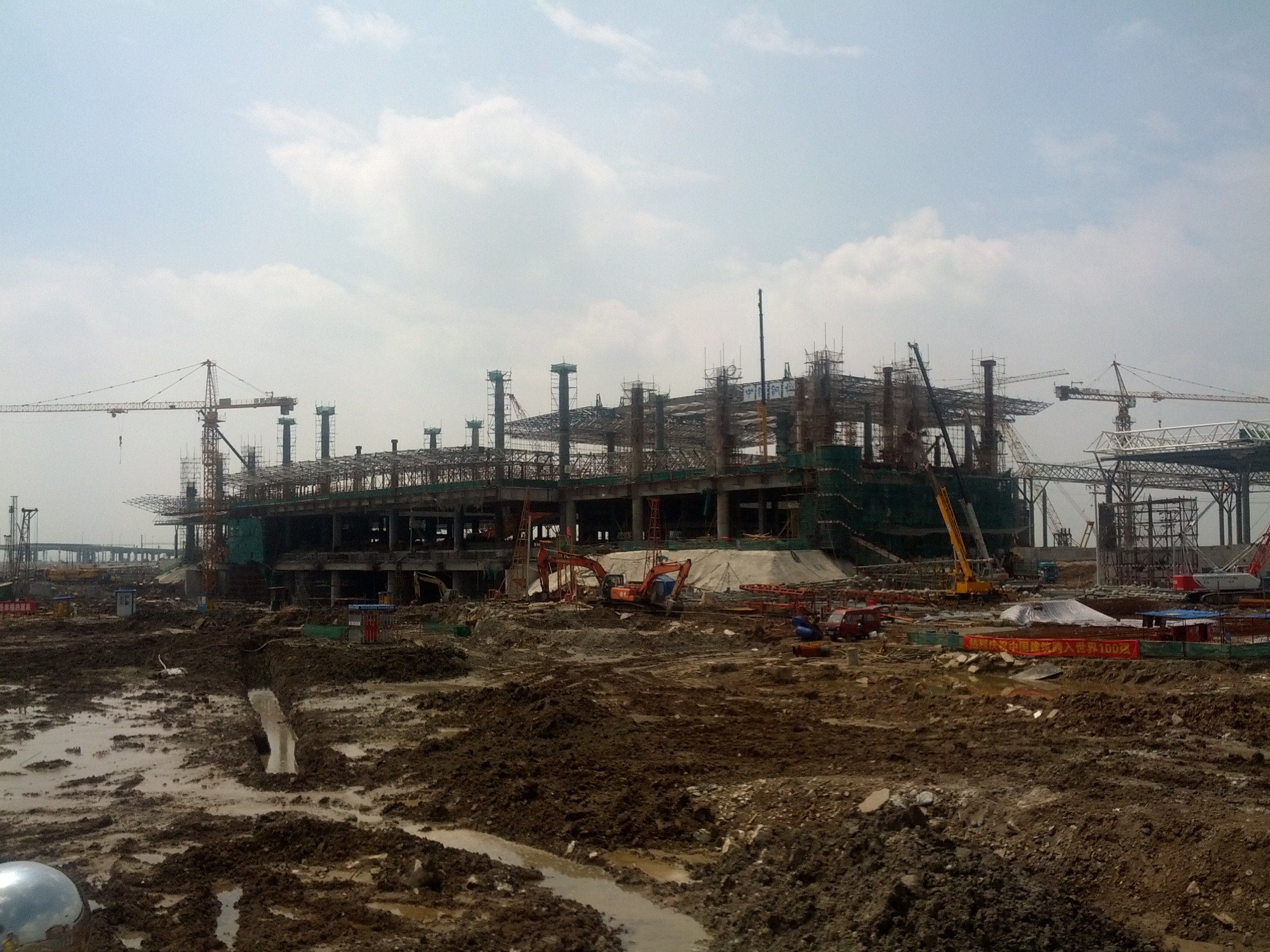
建设中的滨海西站

2006年，津秦高速铁路在规划时拟定在天津市、滨海新区、唐山市、卢龙县、北戴河和秦皇岛六地设站。然而这项规划对设站的安排，被途径的迁安市反对，迁安市以“从行政区域上说，高铁站在秦皇岛内有卢龙、北戴河和秦皇岛3站，而在唐山境内却只有一站，不公平。”的理由赢得上级唐山市政府的支持。2006年4月20日，唐山市政府以“唐政呈[2006]30号”公文，向河北省政府申请支持在迁安设站。2008年，在唐山市和河北省政府的协调下，迁安站南移，调整至迁安与滦县交界处，命名为滦河站。2008年2月29日，津秦高速铁路途径的迁安市市政府致函铁道部，申请设立迁安站，并表示愿意承担因设计调整而增加的费用。不久，迁安方面得到消息，设站基本获准通过，站点就设在该市野鸡坨镇。
2008年11月8日，津秦高速铁路正式动工，最终设天津西站、天津站、军粮城北站、滨海站（现名滨海西站）、滨海北站、唐山站、滦河站、北戴河站和秦皇岛站，同时预留卢龙南站。其中，天津西站划归至京沪高速铁路工程中，联通天津西站和天津站的天津地下直径线作为独立工程施工。然而，更改站点后的方案未重新进行环评。
2008年11月27日，迁安市致函唐山市，提出在站房的修建中，应本着“谁多投资谁多受益”的原则，站名设为“迁滦站”，并表示愿意承担多建部分的投资，比滦县多投资2800万元。但该提议遭到财力相对薄弱的滦县反对，最后站名以两地交界处的滦河为名。
2011年5月18日，国家环保部下发“责令改正违法行为决定书”，指出津秦高速铁路滦县段部分施工地点修改后未重新做环评，违反了《环境影响评价法》第24条的规定。“决定书”要求天津至秦皇岛客运专线项目立即停止建设，并在6月15日之前向环保部重新报批环境影响评价文件。该“决定书”是环保部成立以后少数引起社会普遍关注的行政裁决，又发生在铁道部高层人士调整之后，引发了坊间的各种猜测。但对于其对津秦线工期的实际影响，有媒体表示不超过两个月。此前，津秦线虽未能达到2011年上半年通车的预计目标，但自2008年开工以来工程进度一直比较稳定，并未发生大的拖延。
2011年6月30日，津秦高速铁路的起始站天津西站配合京沪高铁的开通率先落成并投入使用。
津秦高速铁路原计划于2012年11月建成，后延期至2013年下半年。
2013年5月16日，军粮城北站主体完工，站房总建筑面积近3千平方米。7月7日，津秦高速铁路滨海段供电工程完成全部施工，具备通电条件。7月20日起，津秦高速铁路全线6座牵引变电所陆续受电投入运行，7月24日10时30分至25日20时30分，全线接触网送电成功，为即将全面展开的联调联试奠定了基础。7月26日8时30分，55011/2次热滑试验车开始在津秦铁路客运专线进行热滑试验。
2013年8月3日，津秦铁路客运专线开始联调联试。8月5日，津秦高速铁路滨海北站站房各项工程已基本完工。
2013年12月1日，津秦高速铁路正式通车，首趟列车为G420次，由天津西站开往沈阳站。

## 车站列表
| 车站名称 | 运价里程 （公里） | 所在区域 | 所在区域 | 所在区域      | 启用日期       | 连接铁路                                    | 城市轨道交通换乘路线                                |
| -------- | ----------------- | -------- | -------- | ------------- | -------------- | ------------------------------------------- | --------------------------------------------------- |
| 天津西   | 0                 | 天津市   | 天津市   | 红桥区        | 1910年12月14日 | 京沪铁路 京津城际铁路 津保铁路 京沪高速铁路 | 天津地铁1号线 天津地铁4号线 天津地铁6号线           |
| 天津     | 5                 | 天津市   | 天津市   | 河北区        | 1888年10月5日  | 京津城际铁路 津山铁路                       | 天津地铁2号线 天津地铁3号线 天津地铁9号线           |
| 軍糧城北 | 25                | 天津市   | 天津市   | 东丽区        | 2013年12月1日  | 京津城際鐵路                                |                                                     |
| 濱海西   | 43                | 天津市   | 天津市   | 滨海新区      | 2013年12月1日  | 京滨城际铁路                                | 天津地铁Z2线 天津地铁B1线 天津地铁B2线 天津地铁B3线 |
| 濱海北   | 65                | 天津市   | 天津市   | 滨海新区      | 2013年12月1日  |                                             |                                                     |
| 唐山     | 119               | 河北省   | 唐山市   | 路北区        | 1882年         | 津山铁路 京唐城际铁路                       |                                                     |
| 灤河     | 180               | 河北省   | 唐山市   | 迁安市 滦州市 | 2013年12月1日  |                                             |                                                     |
| 卢龙南   | 230               | 河北省   | 秦皇岛市 | 卢龙县        | 预留车站       |                                             |                                                     |
| 北戴河   | 245               | 河北省   | 秦皇岛市 | 北戴河区      | 1893年         | 京哈铁路                                    |                                                     |
| 秦皇島   | 266               | 河北省   | 秦皇岛市 | 海港區        | 1983年11月9日  | 津山铁路 大秦铁路 京哈铁路                  |                                                     |